# Gian Domenico Borasio
Gian Domenico Borasio (* 9. Juli 1962 in Novara, Italien) ist ein italienischer Mediziner und ehemaliger ordentlicher Professor für Palliativmedizin an der Universitäten München und Lausanne.

## Werdegang
Borasio studierte Medizin an der Universität München. Er war Mitbegründer des Interdisziplinären Zentrums für Palliativmedizin in München. 2004 wurde am Klinikum Großhadern eine Station für Palliativmedizin eröffnet.
Von 2006 bis 2011 war er Inhaber des Lehrstuhls für Palliativmedizin an der Universität München, dort richtete er 2010 zusätzlich eine Stiftungsprofessur für Spiritual Care ein. Von März 2011 bis einschließlich September 2023 war er Inhaber des Lehrstuhls für Palliativmedizin an der Universität Lausanne und Leiter der Palliative-Care-Abteilung  am Universitätsspital Lausanne.
Sein Buch Über das Sterben wurde von der Zeitschrift Bild der Wissenschaft als Wissensbuch des Jahres 2012 in der Kategorie „Zündstoff“ ausgezeichnet.
Borasio war ein wichtiger Gesprächspartner in Renate Werners ARD-Dokumentation Sterben verboten? Wie Hightech-Medizin den Tod verändert (2017).

## Veröffentlichungen
Als Autor
- Über das Sterben. Was wir wissen. Was wir tun können. Wie wir uns darauf einstellen. Beck, München 2011, ISBN 978-3-406-61708-9.
  - Über das Sterben.  Was wir wissen. Was wir tun können. Wie wir uns darauf einstellen. Schweizer Ausgabe. DTV, München 2014, ISBN 978-3-423-34808-9. („Grosse Teile des Buches (…) neu geschrieben.“[4])
- Selbst bestimmt sterben. Was es bedeutet. Was uns daran hindert. Wie wir es erreichen können. Beck, München 2014, ISBN 978-3-406-66862-3.
- Bach und die ars moriendi. Reflexion zu Johann Sebastian Bach: Kantate „Christus, der ist mein Leben“ BWV 95. 18. September 2015, J. S. Bach-Stiftung, St. Gallen 2015.
  - auf DVD: Johann Sebastian Bach: Christus, der ist mein Leben. Kantate BWV 95. Rudolf Lutz, Chor und Orchester der J. S. Bach-Stiftung, Julia Sophie Wagner (Sopran), Charles Daniels (Tenor), Matthias Helm (Bass). Samt Einführungsworkshop sowie Reflexion von Gian Domenico Borasio. Gallus Media, 2016.[5]

Als Herausgeber
- Mit Ingeborg Maria Husemeyer: Ernährung bei Schluckstörungen. Eine Sammlung von Rezepten, die das Schlucken erleichtern. 6. Auflage Kohlhammer, Stuttgart 2003; 7. Auflage (mit Ingeborg Maria Husemeyer und Edeltraut Hund-Wissner) 2011.
- Mit Ralf J. Jox, Katja Kühlmeyer: Leben im Koma. Kohlhammer, Stuttgart 2011.
- Mit Hans-Joachim Heßler, Ralf J. Jox, Christoph Meier: Patientenverfügung. Das neue Gesetz in der Praxis. Kohlhammer, Stuttgart 2012.
- Mit Franz-Joseph Bormann: Sterben. Dimensionen eines anthropologischen Grundphänomens. De Gruyter, Berlin 2012.